# Edmund Lawrence
Sir Edmund Wickham Lawrence GCMG CVO QC (14 de fevereiro de 1932) foi o terceiro Governador-geral de São Cristóvão e Neves.